# Ђурђевданска награда града Крагујевца
Ђурђевданска награда је годишња награда коју од 2006. године додељује Град Крагујевац за највреднија достигнућа која су физичка и правна лица постигла у претходној години за области образовања, уметности, науке, медицине, архитектуре и урбанизма, новинарства, спорта, привреде, хуманитарног рада и друге значајнем за Град. 
Скупшина града Крагујевца расписује јавни позив за достављање предлога за доделу награде, а право предлагања кандидата имају сва правна и физичка лица. Предлози се достављају Одбору за обележавање празника, јубилеја и доделу признања. О избору најбољих међу номинованима одлучује комисија коју, у складу са Статутом града и одлуком о додели признања, формира градоначелник. Комисија након тога предлаже добитнике Ђурђевданске награде и свој избор прослеђује одборницима Скупштине града, која доноси коначну одлуку.
Награда се уручује у облику Дипломе и новчане награде. Висину новчане награде сваке године утврђује градоначелник, у оквиру средстава утврђених буџетом Града за годину у којој се награда додељује. Награда се уручује 6. маја, поводом Дана града. Уручује је градоначелник на свечаној седници Скупштине града. 
Награду може добити физичко или правно лице које има пребивалиште, односно седиште на територији града Крагујевца, а може се доделити и посмртно. У једној години може се доделити највише осам награда, а у једној области највише две.